# Stone Sour (album)
Albums de Stone Sour
Come What(ever) May
(2006)
Stone Sour est le premier album studio du groupe Stone Sour sorti en 2002.

## Chansons de l'album
| No  | Titre         | Durée |
| --- | ------------- | ----- |
| 1.  | Get Inside    | 3:14  |
| 2.  | Orchids       | 4:24  |
| 3.  | Cold Reader   | 3:42  |
| 4.  | Blotter       | 4:02  |
| 5.  | Choose        | 4:18  |
| 6.  | Monolith      | 3:46  |
| 7.  | Inhale        | 4:26  |
| 8.  | Bother        | 4:00  |
| 9.  | Blue Study    | 4:38  |
| 10. | Take A Number | 3:42  |
| 11. | Idle Hands    | 3:56  |
| 12. | Tumult        | 4:04  |
| 13. | Omega         | 2:53  |

### Bonus track
| No  | Titre             | Durée |
| --- | ----------------- | ----- |
| 14. | Rules of Evidence | 3:44  |
| 15. | The Wicked        | 4:55  |
| 16. | Inside the Cynic  | 3:24  |
| 17. | Kill Everybody    | 3:26  |
| 18. | Road Hogs         | 3:53  |